# Lulu on the Bridge
Lulu on the Bridge es una película de intriga estadounidense de 1998 escrita y dirigida por Paul Auster y protagonizado por Harvey Keitel, Mira Sorvino y Willem Dafoe. La película trata sobre un saxofonista de jazz cuya vida se transforma después de recibir un disparo. Después de descubrir una piedra misteriosa, se encuentra y se enamora de una bella aspirante a actriz, pero su felicidad se ve truncada por una serie de eventos extraños y oníricos. La película se proyectó en la sección Un Certain Regard en el Festival Internacional de Cine de Cannes de 1998.

## Argumento
El saxofonista de jazz Izzy Maurer (Harvey Keitel) recibe un disparo en el pecho durante una actuación en un club de jazz por un hombre trastornado. Izzy sobrevive a la operación de siete horas, pero pierde su pulmón izquierdo, terminando su carrera musical. Una joven aspirante a actriz llamada Celia Burns (Mira Sorvino) entra en el restaurante Chez Pierre en la ciudad de Nueva York, donde trabaja como camarera. Ella y su jefe hablan sobre el tiroteo. Más tarde, ella compra el último CD de Izzy.
Después de su recuperación, Izzy se queda solo y evita a sus amigos. Poco a poco se aventura afuera y se adapta a su nueva vida. Su exnovia Hannah (Gina Gershon) lo invita a una cena a la que asiste una famosa actriz retirada, Catherine Moore (Vanessa Redgrave), que ahora es una exitosa directora de cine, y su amigo productor de cine, Philip Kleinman (Mandy Patinkin). Por primera vez en mucho tiempo se lo pasa bien. Catherine está buscando una joven actriz para interpretar el papel de "Lula" en su próxima versión cinematográfica de La caja de Pandora. Caminando a casa esa noche, Izzy descubre un cadáver, encuentra una bolsa cerca y corre a casa con miedo. Más tarde, examina el contenido de la bolsa y encuentra una pequeña caja que contiene una piedra con una marca roja. Mientras examina la piedra, escucha voces que hablan en lenguas extranjeras.
Esa noche, mientras estaba despierto en la cama, la piedra emite una extraña luz azul y se eleva sobre la mesa de noche. A la mañana siguiente, llama al número escrito en una servilleta que encontró en la bolsa y Celia levanta el teléfono justo cuando escucha el CD de Izzy. Él pide reunirse, y ella lo invita. Cuando llega, exige saber qué sabe ella sobre el hombre muerto, Stanley Mar (Greg Johnson) y la extraña roca. Apaga las luces y le muestra la misteriosa luz azul de la roca. Atraída hacia la roca, Celia la toca y lo alienta a tocarla también. "Es lo mejor, realmente lo es. Es como nada más", dice ella. Se sienten eufóricos por la experiencia, lo que los hace sentir más conectados con todo lo que les rodea. Él le dice: "Como me siento ahora, podría pasar el resto de mi vida contigo". Después de que él se va, Celia corre tras él y lo invita a regresar a su departamento donde hacen el amor. En los próximos días, se enamoran profundamente. Ella le consigue un trabajo en su restaurante, pero cuando un cliente se acerca a ella, Izzy provoca una escena y ambos son despedidos.
Celia participa en la película de Catherine, La caja de Pandora, y con la ayuda y las conexiones de Izzy, obtiene el papel de Lulu. Izzy planea encontrarse con Celia en Dublín, donde se está filmando la película. Poco después de que ella se va, Izzy es atacado por hombres en su departamento exigiendo saber por qué mató a Stanley Mar. Se lo llevan y lo mantienen prisionero. Conoce a un misterioso Dr. Van Horn (Willem Dafoe) que le dice a Izzy lo decepcionado que está en él. Izzy no tiene idea de lo que está hablando, pero Van Horn parece conocer detalles sobre el pasado de Izzy: su nombre real, incidentes infantiles y la captura de luciérnagas con su hermano en su casa de verano en Echo Lake. Cuando Van Horn comienza a profundizar en las relaciones de Izzy con su padre y su hermano, Izzy responde: "No me hagas esto". Cuando se le recordó que se negó a tocar música en el funeral de su padre, se echó a llorar. Una noche, Van Horn irrumpe en la celda de Izzy y le dice: "No eres digno. Has vivido una mala vida deshonesta". Al enterarse de Celia, Van Horn ahora exige que Izzy revele su paradero. Izzy se niega a reconocer que él incluso la conoce. Cuando se va, Van Horn dice: "Que Dios tenga piedad de tu alma".
Mientras tanto, Celia no puede comunicarse con Izzy y sospecha que algo está muy mal. Teme que Izzy la haya abandonado. Una noche saca la roca y aparece la luz azul, pero ahora solo le produce una tristeza abrumadora. Angustiada, Lulu toma la roca y camina hacia Ha'penny Bridge, donde deja caer la piedra en el oscuro río de abajo. Al día siguiente, Van Horn y sus hombres encuentran a Celia en Dublín e intentan secuestrarla. La persiguen por las calles hasta el puente de Ha'penny, donde había dejado caer la piedra. Cuando se acercan, ella salta al río.
De vuelta en Nueva York, Izzy finalmente logra escapar de su prisión. Aprende del productor de la desaparición de Celia y casi se derrumba. El productor le da una cinta de video de algunas de las escenas de Celia. Más tarde, en un club de jazz, le pregunta a sus amigos: "¿Soy una buena persona o una mala persona?" De vuelta en su departamento, mira el video de Celia y llora.
Después de ser disparado en el club de jazz por el hombre trastornado, Izzy es llevado en una ambulancia. De camino al hospital, su corazón se detiene e Izzy Maurer muere, justo cuando la ambulancia pasa junto a una joven aspirante a actriz llamada Celia Burns. Ella ve pasar la ambulancia y hace la señal de la cruz.

## Reparto
- Harvey Keitel como Izzy Maurer
- Mira Sorvino como Celia Burns
- Willem Dafoe como Dr. Van Horn
- Gina Gershon como Hannah
- Vanessa Redgrave como Catherine Moore
- Mandy Patinkin como Philip Kleinman
- Richard Edson como Dave Reilly
- Don Byron como Tyrone Lord
- Kevin Corrigan como Hombre con una pistola
- Victor Argo como Pierre
- Peggy Gormley como Dr. Fisher
- Harold Perrineau como Bobby Perez
- Sophie Auster como Sonia Kleinman
- Greg Johnson como Stanley Mar
- David Byrne como 'Laughing Man' Escort
- Lou Reed como 'Not Lou Reed'
- Holly Buczek como chica moribunda
- Slava Schoot como matón ruso
- Henry Yuk como matón chino
- Fred Norris como matón alemán
- Brian McGuinness como Perseguidor #1
- Neil Donovan como Perseguidor #2
- Socorro Santiago como Médico #1
- O.L. Duke como Médico #2[3]

## Producción

### Guion
"Lulu on the Bridge" fue el debut como director de Paul Auster. Anteriormente había escrito el guion de "The Music of Chance" y había colaborado con el director Wayne Wang en "Smoke" (1995) y "Blue in the Face" (1995).

### Casting
Auster se sintió afortunado en su casting de la película, afirmando: "Quería a todas las personas que están en la película, y les pregunté. A muchos de ellos los conocía, esa era mi técnica de casting".
Auster había esperado elegir a Salman Rushdie como el Dr. Van Horn. Las demandas de aumento de salarios por parte de los Teamsters, debido al aumento en el peligro percibido de tener a Rushdie en el reparto, no se pudieron cumplir y la parte fue, a corto plazo, a Willem Dafoe.

### Localizaciones
- Dublín, Irlanda
- Ha'penny Bridge, Dublín, Ireland
- Nueva York, USA[6]

## Rodaje
La película se estrenó en Noruega el 14 de agosto de 1998 y en Francia en el Festival de Cine de Deauville el 6 de septiembre de 1998. Al mes siguiente, se estrenó en Francia, Polonia y España. La película fue lanzada en DVD en los Estados Unidos el 21 de septiembre de 1999.